# Олег Романцев
Олег Романцев е бивш съветски футболист и треньор. От 1989 до 2003 е треньор на Спартак Москва. През неговата ера отборът има най-много успехи. През 1996 става президент на клуба, а през същата година е временно сменен на треньорския пост от Геогрий Ярцев. Със Спартак Романцев печели 8 титли на Русия, 1 титла на СССР, достига полуфинал за КЕШ през 1991. Също така през 1992/93 и 1997/98 отборът достига 1/2 финал за Купата на УЕФА. През сезон 2001/02 е уволнен, заради слабата игра на Спартак в шампионската лига и антирекордната голова разлика 1:18 (този рекорд все още не е подобрен). След 14 години в Спартак, Романцев поема Сатурн. След това е треньор на Динамо и Ника Москва. От 2009 отново работи в Спартак, като треньор-контултант.